# Shiwu Qinggong
Shiwu Qinggong (chiń. 石屋淸珙, pinyin Shíwū Qīnggǒng; kor. 석옥청공 Sŏgok Ch'ŏnggong; jap. Sekioku Seikyō; wiet. Thạch ốc Thanh Qûng; ur. 1272, zm. 1352) – chiński mistrz chan ze szkoły linji i poeta. Znany także jako Shishi Qinggong.

## Życiorys
Urodził się w Changshu. Buddyzm zaczął praktykować jeszcze w dzieciństwie. Nowicjuszem został w 1292 roku w klasztorze Xingfu w Yushan w prowincji Jiangxi. Jego nauczycielem był Yongwei. W trzy lata później został mnichem w klasztorze w prowincji Fujian(?). Następnie został uczniem mistrza chan Qi’ana Zongxina i od niego otrzymał przekaz Dharmy.
W 1312 roku w wieku 40 lat przybył na górę Xiawu (obecnie Xiamu na północ od Huzhou w prowincji Zhejiang), gdzie wybudował chatkę na szczycie góry, nad stawem noszącym nazwę Jezioro Nieba. Swoją świątynię nazwał świątynią Jeziora Nieba. Nieustannie praktykował chan oraz uprawiał ogródek, aby mieć co jeść. Po dziewiętnastu latach sława o nim, jako mistrzu chan, rozniosła się daleko.
Został zaproszony do objęcia stanowiska opata w pobliskim klasztorze. Funkcję tę pełnił przez siedem lat.
Następnie przebywał w klasztorze Lingyin w Hangzhou. Po jakimś czasie powrócił do Świątyni Jeziora Nieba. Został obdarzony złotą szatą. Często przybywali do niego mnisi z klasztorów z Putuo, Wutai, Tiantai i Wulin.
Jego linia przekazu Dharmy poprzez ucznia T'aego Pou została przeniesiona do Korei w 1348 roku i stała się główną linią buddyzmu koreańskiego.
Uczniowie mistrza Shiwu zebrali jego wypowiedzi i nauki, i wydali jako książkę. Sam Shiwu jest także autorem licznych wierszy.
Zachowała się również korespondencja pomiędzy Shiwu a T’aego, która wykazuje wzajemny szacunek jakim się obaj mistrzowie darzyli.

## Linia przekazu Dharmy zen
- 49/22. Huqiu Shaolong (1077–1136)
  - 50/23. Ying’an Tanhua (1103–1163)
    - 51/24. Mi’an Xianjie (1118–1186)
      - 52/25. Songyuan Chongyue (1139–1209
        - 53/26. Yun’an Puyan (1156–1226)
          - 54/27. Xutang Zhiyu {1189–1269)
            - 55/28/1. Nampo Jōmyō (1235–1309) Japonia. Szkoła rinzai.

      - 52/25. Po’an Zuxian (1136–1211)
        - 53/26. Wuzhun Shifan (Yuanjiao) (1177–1249)
          - 54/27. Wuxue Zuyuan (1226–1286) (także Foguang)
            - 55/28/1. Kōhō Kennichi (1241–1316) Japonia.
              - 56/29/2. Musō Soseki (1275–1351)
                - 57/30/3. Mukyoku Shigen (1282–1359)
                  - 58/31/4. Donchū Dōhō (1365–1498)

                - 57/30/3. Shun'oku Myōha (1311–1388)
                - 57/30/3. Chūgan Engetsu (1300–1375)
                - 57/30/3. Gidō Shūshin (1325–1388)
                - 57/30/3. Zekkai Chūshin (1336–1405)
                  - 58/31/4. Ishō Tokugan (bd)
                    - 59/32/5. Zuikei Shūhō (1391–1473)
                    - 59/32/5. Kisei Reigen (1403–1488)

            - 55/28/1. Kian Soen (1261–1313) Japonia.
            - 55/28/1. Muchaku (ur. 1243) Japonia. Mniszka
            - 55/28/1. Hōjō Tokimune (1251–1284) Japonia.
            - 55/28/1. Ichiō Inkō (1210–1281) -->Japonia

          - 54/27. Wu’an Puning (1197–1276)
            - 55/28/1. Hōjō Tokiyori (1227–1263) Japonia

          - 54/27/1. Enni Bennen (1201–1280) Japonia
          - 54/27. Wanji Xingmi (bd)
            - 55/28. Yishan Yining (1217–1317)
              - 56/29/1. Kokan Shiren (1278–1346) Japonia
              - 56/29/1. Sesson Yūbai (1290–1346) Japonia

          - 54/27. Xueyan Huilang (bd)
            - 55/28. Gaofeng Yuanmiao (1238–1295)
              - 56/29/1. Zhongfeng Mingben (1263–1323) Japonia
                - 57/29. Tianru Weize (zm. 1354)
                - 57/30/2. Kosen Ingen (1295–1374) Japonia

            - 55/28. Qi’an Zongxin (bd)
              - 56/29. Shiwu Qinggong (1272–1352)
                - 57/30/1. T’aego Poŭ (1301–1382) Korea. Szkoła imje
                - 57/30/1. Paegun Kyŏnghan (1298–1374) Korea